# Chiesa di San Michele (Tizzano Val Parma)
La chiesa di San Michele è un luogo di culto cattolico dalle forme neoromaniche, situato in via San Michele a Capriglio, frazione di Tizzano Val Parma, in provincia e diocesi di Parma; è sede di una parrocchia compresa nella zona pastorale della Montagna.

## Storia
Il luogo di culto originario fu eretto a Capriglio in epoca medievale; la più antica testimonianza della sua esistenza risale al 1230, quando l'Ecclesie de Caverile fu menzionata nel Capitulum seu Rotulus Decimarum della diocesi di Parma tra le dipendenze dell'abbazia di Linari, pur trovandosi all'interno del territorio amministrato dalla pieve di Sasso.
La cappella di Caurille era ancora posta nella giurisdizione dell'abbazia di San Bartolomeo quando fu citata in un documento del 1299, mentre a partire dall'Estimo diocesano del 1354 fu indicata come dipendente dall'autorità episcopale di Parma.
Nel 1494 fu menzionata per la prima volta l'intitolazione dell'edificio a san Michele Arcangelo, nel Regesto antico diocesano.
Nel 1564 la chiesa fu elevata a sede parrocchiale autonoma.
Nel 1612 la sede della parrocchia di San Michele fu traslata nell'antica cappella di Casagalvana, mentre la canonica rimase a Capriglio, ove il luogo di culto medievale fu declassato a semplice oratorio, intitolato alla Madonna della Neve; dieci anni dopo il piccolo tempio di Casagalvana, a causa delle pessime condizioni di conservazione, fu completamente riedificato. I caprigliesi non accettarono lo spostamento della sede parrocchiale e nel secolo successivo smisero di partecipare alle funzioni religiose a Casagalvana.
Il 7 settembre 1920 un devastante terremoto causò irreparabili danni alla chiesa; gli abitanti delle due località si accordarono sul luogo su cui ricostruire l'edificio, lungo la strada di collegamento tra Casagalvana e Capriglio ma nei pressi di quest'ultima. I lavori furono avviati nel 1930 e, al termine delle opere, l'11 giugno 1935 il nuovo tempio neoromanico fu solennemente consacrato alla presenza del vescovo di Parma Evasio Colli.
Nel 2002 fu eretto il campanile.

## Descrizione

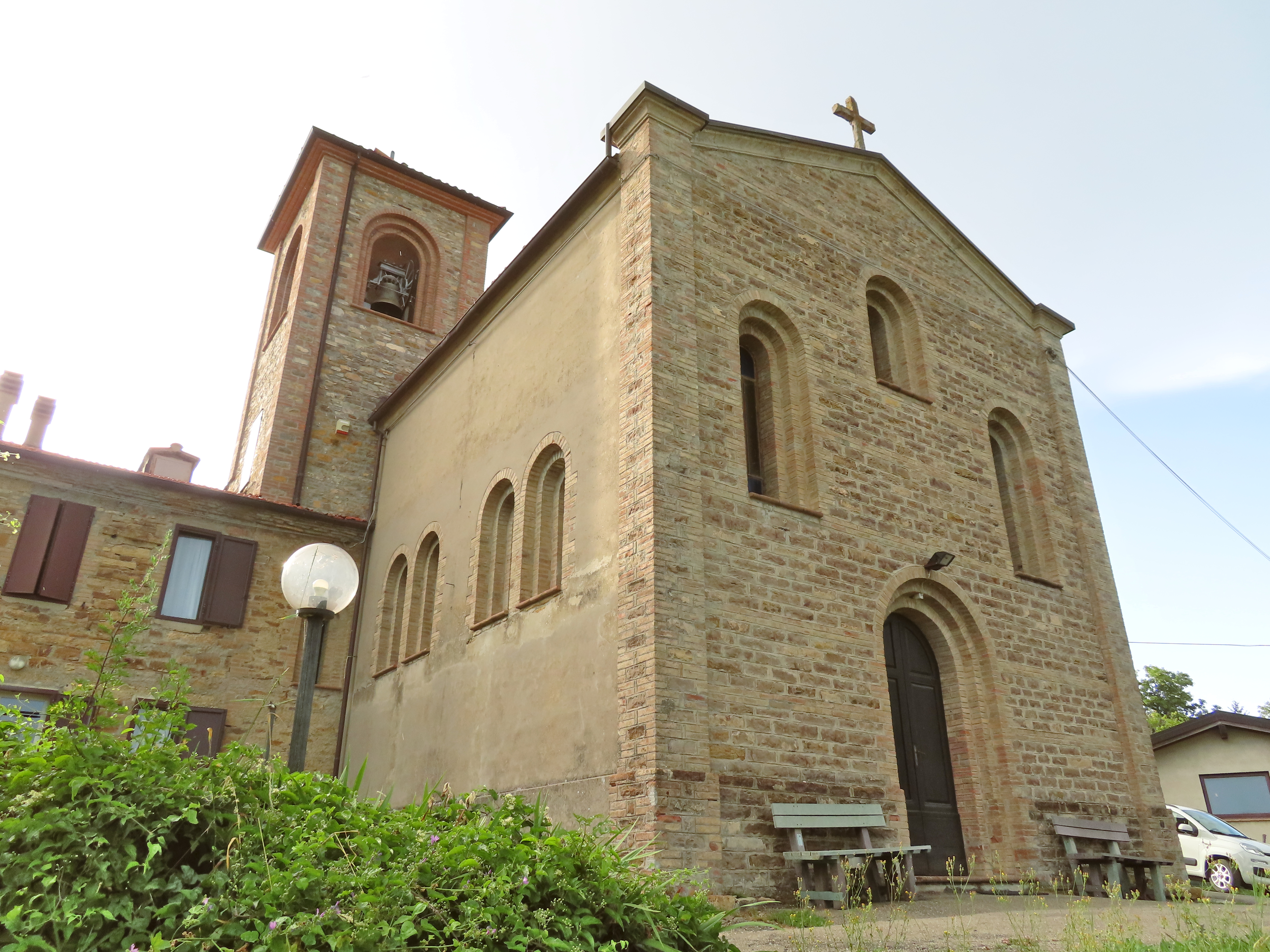
Facciata e lato sud

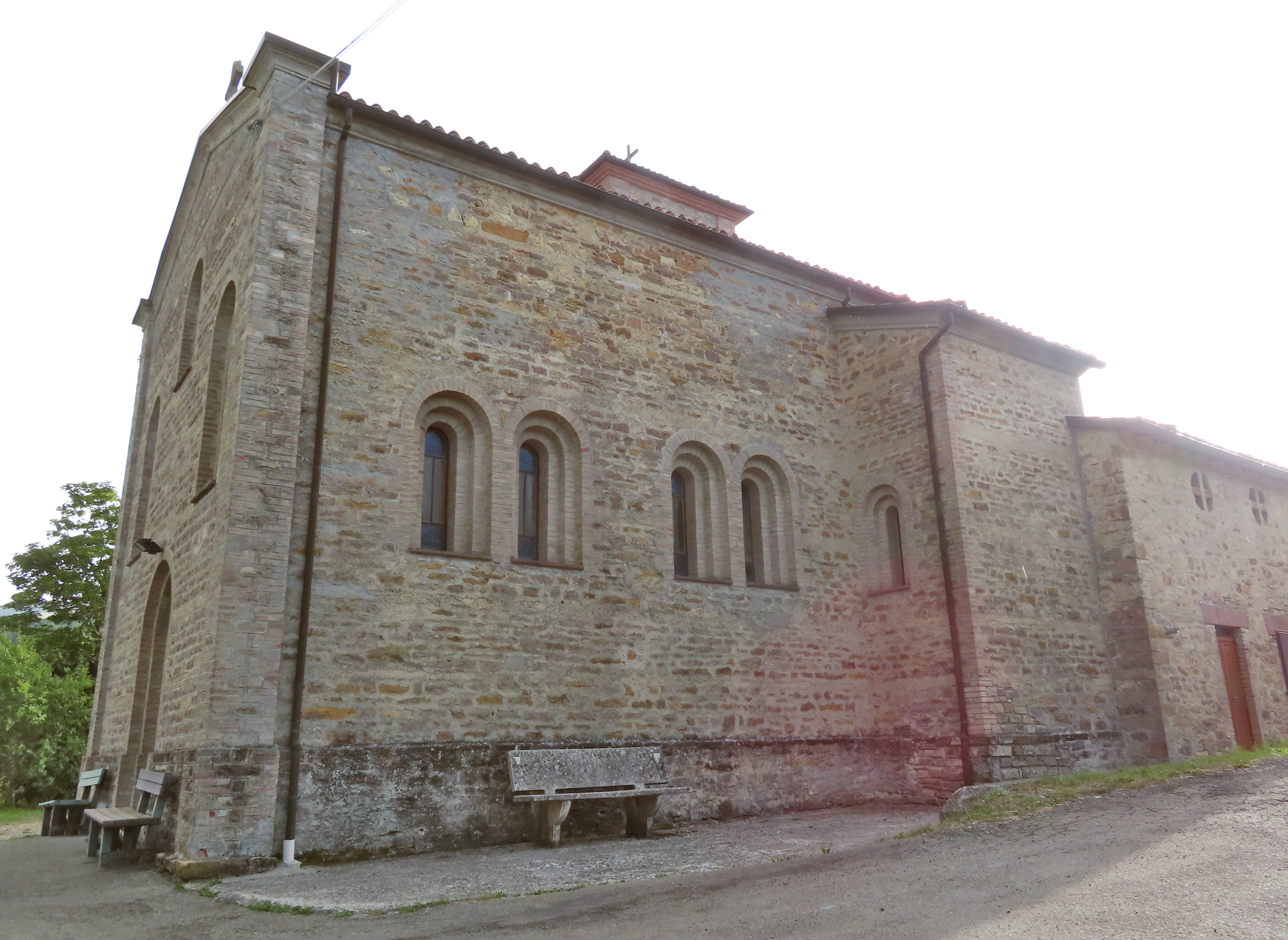
Facciata e lato nord

La chiesa si sviluppa su un impianto a navata unica affiancata da una cappella per lato, con ingresso a est e presbiterio a ovest.
La simmetrica facciata a capanna, interamente rivestita in conci regolari di pietra come gran parte dell'edificio, è delimitata da due lesene alle estremità; al centro è collocato l'ampio portale d'ingresso ad arco a tutto sesto, profondamente strombato; ai suoi lati si trovano due alte monofore a tutto sesto, anch'esse strombate, e in sommità si staglia nel mezzo un'analoga apertura più bassa.
I fianchi, di cui quello destro rivestito in pietra e quello sinistro intonacato, sono illuminati da una serie di monofore a tutto sesto profondamente strombate; al termine del lato sud si erge il campanile in pietra, la cui cella campanaria si affaccia sulle quattro fronti attraverso ampie aperture strombate a tutto sesto.
All'interno la navata, coperta da una volta a botte, è affiancata in corrispondenza della terza campata dalle ampie arcate attraverso le quali le cappelle laterali si affacciano sull'aula.
Il presbiterio, lievemente sopraelevato, è preceduto dall'arco trionfale, retto da coppie di lesene in pietra; l'ambiente, coperto da una volta a botte dipinta, accoglie l'altare maggiore marmoreo a mensa, aggiunto tra il 1970 e il 1980; sul fondo si aprono due piccole monofore a tutto sesto.
L'edificio conserva un olio raffigurante la Madonna in gloria con Bambino, angeli e i santi Michele Arcangelo, Rocco e Sebastiano, attribuito non concordemente da tutti gli storici a Michelangelo Anselmi; l'opera, donata alla chiesa di Casagalvana nel 1832 da Angelo Zini, fu realizzata intorno al 1520 e probabilmente collocata originariamente in una chiesa di Parma, forse San Michele dell'Arco.